# Дубровский (пруд)
Дубровский — пруд в Первомайской волости Новосокольнического района Псковской области, в 11 км к юго-востоку от города Новосокольники.
Площадь — 1,3 км². Площадь водосборного бассейна составляет 16,2 км².
К северо-востоку от пруда расположена деревня Демя и одноимённое озеро Демя, с которым соединён протокой и которое относится к бассейну реки Малый Удрай (Удрайка), а через неё и другие притоки — к бассейну Ловати.